# С-13 (авіаційна ракета)
С-13 «Тулумба́с» (індекс УВ ВПС — 9-А-730) — радянська/російська некерована авіаційна ракета (НАР) калібру 122 міліметри, призначена для знищення літаків у залізобетонних укриттях, техніки та живої сили противника, що перебувають в особливо міцних укриттях.
С-13 використовуються обома сторонами війни під час повномасштабного російського вторгнення в Україну 2022 року.

## Історія розробки
У першій половині 70-х років ірано-іракські збройні сутички та арабо-ізраїльські війни продемонстрували всьому світу, що колишні підходи до питань базування та маскування літаків на військових аеродромах застаріли. Стоянка машин у довгому ряду загрожує тим, що їх усіх можна разом позбутися «завдяки» одному літакові противника, що випадково подолав систему ППО. Обвалування відкритих стоянок також перестало виконувати свої захисні функції, оскільки зросла ефективність авіаційного озброєння.
На основі чужого бойового досвіду командування об'єднаних збройних сил НАТО у Європі оперативно почало розосереджувати свої літаки на військових авіабазах з різних типів індивідуальних укриттів. Досить добре замасковані укриття виготовляли з легкорозбірних конструкцій. На відкритій місцевості, де неможливо було сховати елінги, укриття відливали з бетону суцільним методом, використовуючи сталеві арматуру та внутрішнє гофроване противідкольне облицювання товщиною 5 мм.
Керівництво Радянського Союзу з метою відповіді на можливу агресію з боку НАТО вважало вкрай необхідним мати на озброєнні вітчизняних ВПС НАР, здатні пробивати аеродромні укриття аркового типу та ефективно вражати техніку, розміщену в них.
На підставі аналізу, проведеного в 1969 році, у «Точмаші» запропонували приділити увагу калібру 127 мм (аналог американської НАР Zuni), здатному зайняти проміжне положення між 57-мм і 240-мм НАР. Ці докази надалі використовували в Новосибірському інституті прикладної фізики (ІПФ) у роботах над 122-мм НАР сімейства С-13.
Розробкою перших своїх ракет Новосибірський інститут зайнявся у 1973 році. До 1979 року ракета С-13 «Тулумбас» надійшла на державні випробування з універсальним шестиствольним блоком УБ-13. Провідним інженером з ракети був призначений майор В. Торопов, провідним льотчиком — майор В. Мизін. На озброєння С-13 прийняли у 1983 році.

## Тактико-технічні характеристики
| С-13ОФ   |  | осколково-фугасна                              | 1600—3000 | 530 | 122/   | 2898 | 69 | 33/7            | 450 осколків по 25—35 г |
| С-13Д    |  | термобарична                                   | 1600—3000 | 530 | 122/   | 3120 | 68 | 32/14,5         | електромеханічний миттєвої дії підривник У-404, тротиловий еквівалент — 35-40 кг                                                                                   |
| С-13ДФ   |  | Фугасна, споряджена об'ємно-детонуючою сумішшю | 1600—3000 | 530 | 122/   | 3105 | 69 | 32,7/19         | Вибух за фугасною дією еквівалентний 24,5 кг тротилу. Прошиває бетонні стіни завтовшки до одного метра, а термобарична бойова частина спрацьовує всередині споруди |
| С-13     |  | проникаюча                                     | 1100—3000 | 650 | 122/90 | 2540 | 57 | 21/1,82         | Пробиває 3 м ґрунту та 1 м бетону |
| С-13Т    |  | проникаюча + осколково-фугасна                 | 1100—4000 | 500 | 122/90 | 3100 | 75 | 21+16,3/1,8+2,7 | Пробиває 6 м ґрунту та 1 м з/б Площа ураження ЗПС 20 м² |
| С-13ОФС1 |  | осколково-фугасна                              | до 6000   |     | 122    | 2780 | 70 | 38/15,5         | з неконтактними підривниками |
| С-13Б    |  |                                                |           |     |        |      |    |                 | підвищеної ефективності |

## Носії С-13
- Літаки: Су-17/20/22, Су-25, Су-27, Су-30, Су-34, Су-35, МіГ-23БН, МіГ-27, МіГ-29
- Вертольоти: Мі-8МСБ, Мі-24, Мі-28, Ка-29, Ка-50, Ка-52

## Бойове застосування

### Повномасштабне російське вторгнення 2022 року
С-13 активно використовуються обома сторонами війни.
Україна застосовувала Мі-8МСБ-В для завдання ракетних ударів некерованими 122-мм ракетами С-13. Пуск ракет відбувався з кабрирування.
Також українські Су-25 виходили на бойове завдання з блоками некерованих авіаційних ракет Б-13Л (кожен блок споряджений до 5 122-мм ракет С-13).